# Liothrips ilex
Liothrips ilex är en insektsart som först beskrevs av Dudley Moulton 1907.  Liothrips ilex ingår i släktet Liothrips och familjen rörtripsar. Inga underarter finns listade i Catalogue of Life.